# Ich steh vor dir mit leeren Händen, Herr

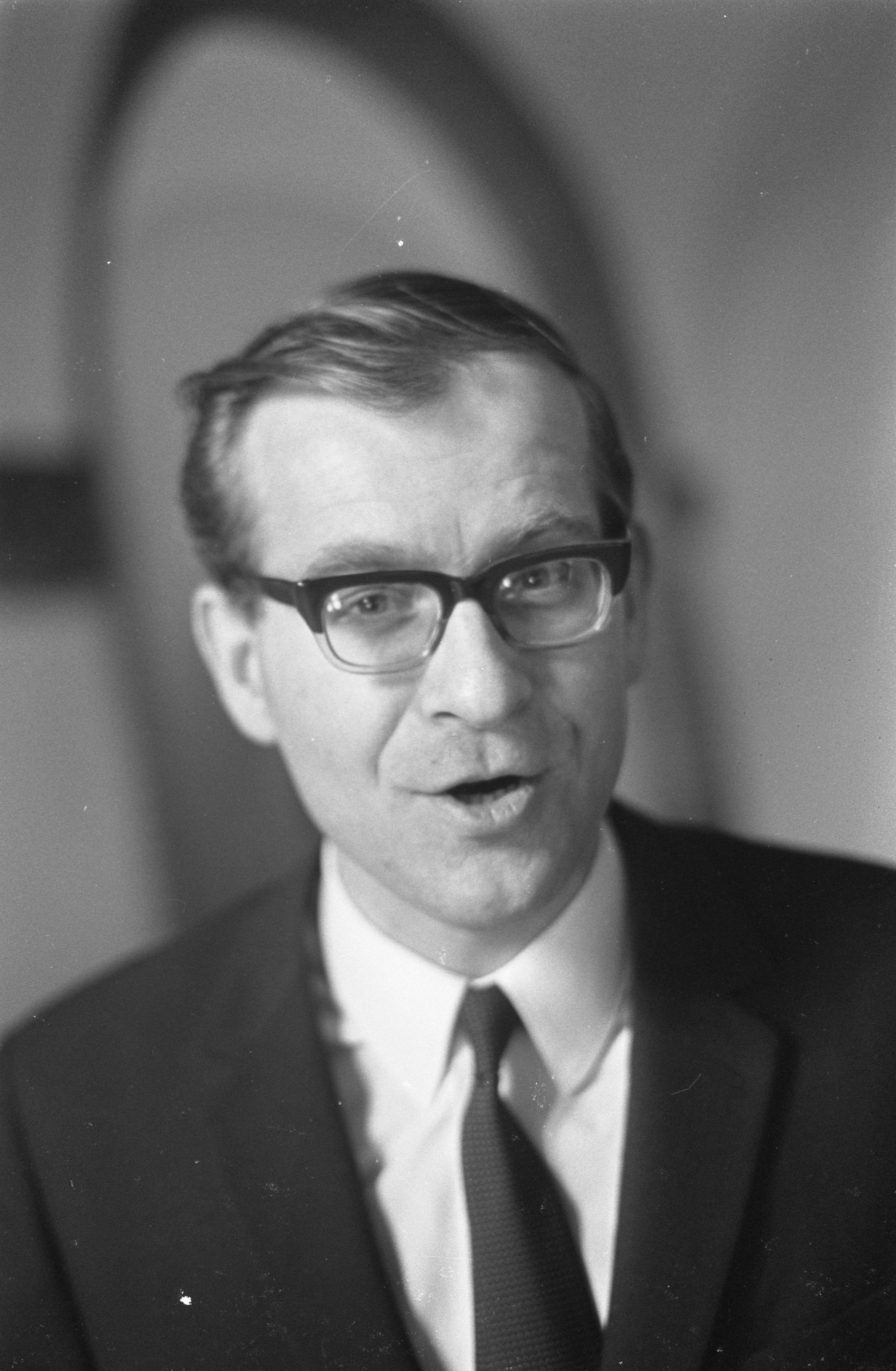
Huub Oosterhuis

Ich steh vor dir mit leeren Händen, Herr (niederländisch Ik sta voor U in leegte en gemis ‚Ich stehe vor dir in Leere und Mangel‘) ist ein niederländisches Neues Geistliches Lied, das der Theologe Huub Oosterhuis 1966 verfasste und 1968 veröffentlichte. Es wird auf eine Melodie gesungen, die Bernard Huijbers bereits 1961 komponierte. Der verbreitetste deutsche Text stammt von Lothar Zenetti.

## Entstehung und Inhalt
Huub Oosterhuis war 1965 priesterlicher Leiter der Amsterdamse Studentenekklesia geworden, einer damals noch katholischen Studierendengemeinde. Den Text verfasste er im darauffolgenden Jahr anlässlich des Trauergottesdienstes für einen Studenten und Mitglied der Gemeinde, der im Alter von 26 Jahren gestorben war. 1968 veröffentlichte er das Lied als Teil einer volkssprachlichen Trauerliturgie, und 1970 als unabhängigen Liedtext.
Der Liedtext thematisiert die Hilflosigkeit, Fragen und Zweifel des Menschen angesichts existenzieller Fragen wie Tod und menschlichem Leid. Oosterhuis’ Text ist stark in der Sprache der Bibel verwurzelt, ohne unbedingt bestimmte Textstellen zu zitieren. Die Grundhaltung des Liedtextes erinnert an die Figur des Ijob, etwa wenn das lyrische Ich anklagt: „Heer, ik geloof, waarom staat Gij mij tegen?“ (wörtlich: „Ich glaube, Herr – was stehst du mir entgegen?“), was allerdings durch Lothar Zenettis ungenaue Übersetzung „Ich möchte glauben, komm mir doch entgegen“ geradezu ins Gegenteil verkehrt wird.
1983 nahm Oosterhuis noch eine kleinere Textänderung im Sinne inklusiver Sprache vor und ersetzte in der dritten Strophe das Wort zoon (Sohn) durch mens (Mensch).

## Melodie
Oosterhuis schrieb den Liedtext auf eine Melodie, die der damalige Jesuit Bernard Huijbers bereits 1961 komponiert hatte. Huijbers schrieb sie ursprünglich als Singweise für den Psalm 119 in der Übersetzung des Autorenkollektivs Het landvolk. Als Alternative zur althergebrachten Melodie aus dem Genfer Psalter wurde sie den letzten drei Strophen des Psalmlieds unter dem Titel Een smekeling, zo kom ik tot uw troon unterlegt.
In einigen Gesangbüchern erscheint der Notensatz des Liedes ohne Taktstriche. Diese Notation erscheint zur Vermeidung falscher Betonungen an manchen Zeilenenden hilfreich, ist aber nicht vom Komponisten autorisiert, der sich wiederholt gegen Änderungen seiner originalen Notation aussprach.
Für Oosterhuis scheint der Text keine zwingend organische Einheit mit der Melodie darzustellen, denn er verfasste auf dieselbe Melodie insgesamt acht verschiedene Liedtexte für sehr verschiedene liturgische Zusammenhänge bzw. Anlässe:
- Zo vriendelijk en veilig als het licht, Vertrauenslied (1964) – Die dritte Strophe dieses Liedes übernahm Oosterhuis geringfügig geändert in Ik sta voor U
- De Heer heeft mij gezien en onverwacht, Vertrauenslied (1966)
- Ik sta voor U in leegte en gemis, Begräbnislied (1966)
- Hij die gesproken heeft een woord dat gaat, Gemeinde-Lied
- Dat duren zal, zolang er leven is („Lied von Verdammung und Gnade“)
- Ontijdig heeft de dood hem overmand, Begräbnislied
- Van liefde zingt men hel en hoog ter been, Hochzeitslied
- De woorden die wij spraken tot elkaar anlässlich des 60. Geburtstags von Königin Beatrix (1998)

## Übersetzungen
Der Theologe Lothar Zenetti übersetzte das Lied 1973 unter dem Titel Ich steh vor dir mit leeren Händen, Herr ins Deutsche. Diese Übersetzung wurde 1974 erstmals veröffentlicht. Sie hält das strenge Reimschema der Vorlage (ab-ab-ab) nur teilweise ein.
1975 wurde das Lied in Zenettis Übersetzung in das katholische Gesangbuch Gotteslob im Abschnitt „Leben aus dem Glauben“ unter der Nummer GL 621 aufgenommen. Im neuen Gotteslob von 2013 steht es unter der Nummer GL 422 im Abschnitt „Vertrauen und Trost“. Im Evangelischen Gesangbuch von 1995 steht es unter Nummer EG 382 im Unterabschnitt „Angst und Vertrauen“ des Kapitels „Glaube – Liebe – Hoffnung“. Im altkatholischen Gesangbuch Eingestimmt findet es sich unter Nr. 511 im Abschnitt „Gemeinschaft der Heiligen: Nachfolge Jesu“. Erstaunlicherweise wurde das Lied also in keines der Gesangbücher in die für ein Begräbnislied eigentlich zu erwartenden Abschnitte „Tod und Vollendung“ (GL/Eingestimmt) bzw. „Sterben und ewiges Leben“ (EG) aufgenommen.
Eine Textänderung im Hinblick auf geschlechtergerechte Sprache analog zu der des niederländischen Originaltexts von ursprünglich „unter deinen Söhnen“ zu „unter deinen Kindern“ in der dritten Strophe wurde erstmals 1995 im Evangelischen Gesangbuch gedruckt, und ab 1996 in Nachauflagen des Gotteslobs übernommen.
Weitere deutsche Übersetzungen des Textes schufen Peter Pawlowsky (1976), Alex Stock (1987) und Jürgen Henkys (1994/1998). Obwohl sich diese näher an Oosterhuis’ Originaltext hielten, konnte keine von ihnen Zenettis Verdeutschung verdrängen.
Die Internationale Arbeitsgemeinschaft für Hymnologie (IAH) beauftragte Hedwig T. Durnbaugh (Strophen 1 und 3) und Alan Luff (Strophe 2) mit einer englischsprachigen Übersetzung unter dem Titel I stand before you empty-handed, Lord, die in das mehrsprachige Gesangbuch Colours of Grace (2006) aufgenommen wurde.